# Oblastní galerie Vysočiny v Jihlavě
Oblastní galerie Vysočiny v Jihlavě (zkráceně OGV) je umělecká galerie sídlící ve dvou budovách v Jihlavě. V dolní části Masarykova náměstí se nachází budova se stálou expozicí, výstavy v budově na Komenského ulici jsou zaměřeny spíše na současné a moderní umění – sídlí tu také galerie Alternativa.

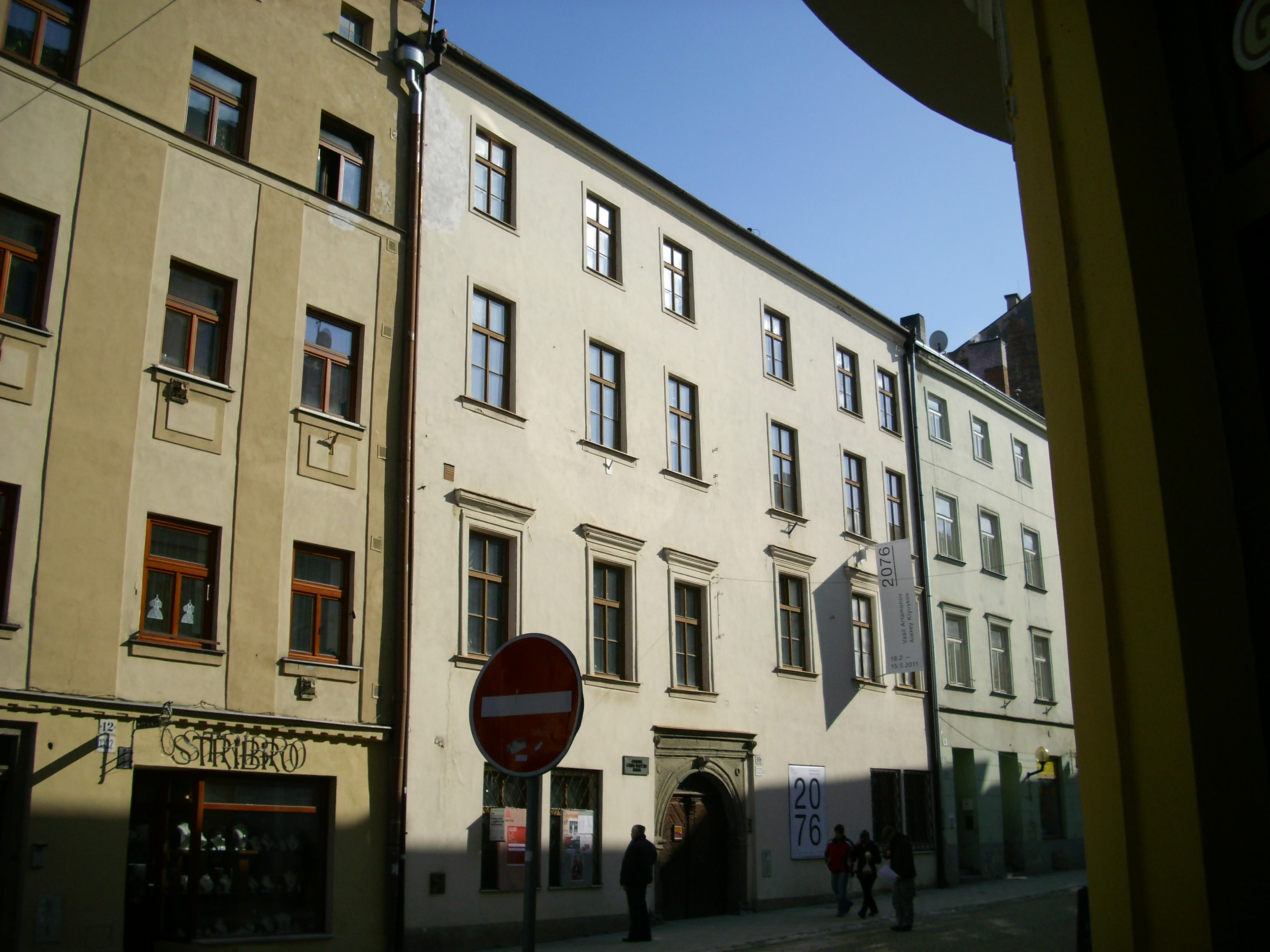
Budova Oblastní galerie Vysočiny při ulici Komenského 10 v Jihlavě

## Budovy galerie

### Komenského ulice 10
- moderní a současné umění
- galerie Alternativa
- stálá sbírka haptického sochařství

### Masarykovo náměstí 24
- stálá expozice – obměny vlastních sbírek českého umění
- výstavy – umění 19. století a první poloviny 20. století
- regionální umělecká kultura

### Galerie Alternativa
Galerie Alternativa zahájila činnost v roce 2005, zaměřuje se na mladé, často ještě ne příliš známé umělce. Nabízí prostor pro umění zaměřené na alternativní úhel pohledu a umělecké experimenty s materiály a komunikací s diváky.

### Výstavy
Kompletní seznam výstav viz abART:

### Publikace (výběr)
- Jindřich Boška: Průřez tvorbou, 1993, Pohribný Arsén, kat. 40 s., ang, č, ně, ISBN 80-901359-2-7
- František Dörfl: Výběr z tvorby, 1994, Hockeová Jiřina, Pohribný Arsén, kat. 40 s., ang, č, fr, ně, ISBN 80-901359-3-5
- Jiří Jirmus: Malířské dílo, 1995, Jelínková Dagmar, Tetiva Vlastimil, kat. 20 s., ang, č, ně, ISBN 80-901359-6-X
- Alois Kalvoda: Život a dílo, 1998, Zemanová Jana, kat. 90 s., č, ně, ISBN 80-901359-9-4
- František Dlouhý: Prolínání, 2001, Jelínková Dagmar, Sarna František, kat. 24 s., ISBN 80-86250-04-0